# Shang Di
Pour les articles homonymes, voir Shang.
Shang Di, Shangdi ou Shang Ti 上帝 (pinyin : Shàngdì) est le nom d’un dieu important, voire suprême, mais mal connu, de la dynastie chinoise des Shang. Il apparait également dans des textes des dynasties ultérieures (Zhou, Qin et Han) sous un aspect similaire au Ciel (tiān 天) régisseur de toutes choses, auquel il sera assimilé dans le culte impérial instauré par les confucéens. 
Shang signifie « précédent » ou « supérieur » ; di, dont la signification d’origine reste incertaine, fut employé sous les Zhou comme préfixe des noms posthumes des deux derniers empereurs Shang, et des noms de souverains légendaires comme Yao et Shun (Diyao, Dishun). Le premier empereur combina le caractère di avec huáng (皇), terme désignant des héros civilisateurs, pour créer le mot « empereur » (皇帝). À partir de ce moment, di a donc clairement le sens d’« empereur », shangdi celui de « souverain suprême ». 
Shangdi est parfois utilisé comme appellation respectueuse pour des dieux taoïstes (ex : Yuhuang Shangdi « Grand Dieu Empereur de jade »). Au XVIe siècle le pionnier de l'inculturation de la foi chrétienne en Chine, le père Ricci, l'avait adopté pour exprimer Dieu, malgré les objections de certains confrères tel Longobardo. Adopté également dans l'une des deux versions chinoises de la Bible protestante il reste la traduction la plus courante de cette notion en Chine.

## Inscriptions oraculaires
Les inscriptions oraculaires Shang, datant du milieu du XIVe siècle au XIe siècle av. J.-C., proviennent presque toutes de la capitale et les indications qu’elles contiennent concernent exclusivement le culte rendu par la famille royale. Les autres aspects de la religion des Shang restent à peu près hors d’atteinte de la curiosité des chercheurs. Par ailleurs, ces inscriptions sont brèves, voire elliptiques, surtout durant la dernière période de la dynastie ; plus de la moitié des signes n’ont pas été identifiés avec certitude. C’est dans ce contexte que doit se faire l'interprétation des termes Di et Shangdi. 
Le caractère di présente à l’origine une forme totalement différente de sa forme actuelle : c'est un faisceau de traits rayonnants dans lequel certains proposent de voir un fagot destiné aux sacrifices par le feu mentionnés dans les oracles. Il apparait beaucoup plus souvent seul que combiné avec le caractère shang ; la combinaison xiadi 下帝 (di inférieur) est même attestée, ainsi qu’une inscription où di est précédé de « nuage », (dieu des nuages ?). Il est possible que di ait pu être un nom commun. Néanmoins, le Di mentionné dans les inscriptions semble la plupart du temps être une entité spécifique se distinguant des ancêtres impériaux ou des éléments naturels individuels car on ne lui offre pas, contrairement à eux, de sacrifice. Des sacrifices à ses « envoyés » (dont le vent ou les « cinq ministres méritants ») sont toutefois mentionnés occasionnellement. Il semble contrôler particulièrement les phénomènes naturels, mais aussi d’autres événements importants  et apparait dans certaines inscriptions comme ayant une intention de type humain. Vu la rareté des informations disponibles, les spécialistes n’ont guère de moyen de vérifier leurs hypothèses concernant la nature de Di : dieu(x) ou ancêtre(s) suprême(s), ou bien force naturelle personnifiée.

## Cinq classiques
Les éditions des Cinq classiques varient dans les détails, mais on peut affirmer que près de 80 mentions de Shangdi ont été relevées au total dans le Classique des documents, le Classique des vers et le Classique des rites. Les Annales des Printemps et des Automnes en contiendraient moins de 10 et le Livre des mutations 2 seulement. On en trouve aussi dans les Quatre Livres, mais ceux-ci ont été remaniés tardivement, alors que le Classique des documents et celui des Vers pourraient contenir des passages remontant à presque 1000 av. J.-C., au début des Zhou.
Le Livre de Yu (虞書, pinyin: Yushu), l’une des parties considérées comme les plus anciennes du Classique des documents, contient la première mention de Shangdi dans le Canon  de Shun (舜典 Shundian). Le Shangdi des classiques n’est pas caractérisé précisément ni clairement anthropomorphe, mais semble doté d’intentions et de jugement moral. Ainsi, selon le chapitre 13 des Instructions de Yi : « Shangdi n’est pas inconstant. Il fait descendre de multiples bénédictions sur ceux qui font le bien et de multiples malheurs sur ceux qui font le mal. ». Dans le Classique des rites, on mentionne l’existence de rites adressés à Shangdi. Les poèmes du Classique des vers qui citent son nom sont les Nos 241. 245, 236, 300; 192, 224, 235, 254, 255, 258, 274, 276 et 304.

## Période Han et suivantes
Sous les Han (-206~220), lorsqu’il est mentionné, Shangdi est identifié à d’autres dieux ou pouvoirs comme, selon Ma Rong (馬融 79-166), le dieu Taiyi (太一神, Taiyishen, Grand Un), qui sera la divinité principale des Taiping, ou, selon Zheng Xuan (鄭玄) (127-200), le Ciel. Gao You l'imagine résidant dans l’enceinte impériale, zone céleste située autour de l'étoile polaire, dont les dieux stellaires gouvernent les destinées de l’empereur et de la cour. 
Shangdi est inconnu des cultes populaires, taoïstes ou autres, qui font leur percée historique sous les Royaumes combattants et les Han. Son nom n’est utilisé qu’occasionnellement comme titre honorifique attribué à quelque autre dieu. Néanmoins, son souvenir s'est conservé dans le confucianisme à travers les classiques qui restèrent au programme de l’éducation des fonctionnaires jusqu’en 1904, et le culte impérial au Ciel que les confucéens s’efforcèrent de promouvoir, dans lequel il est une autre appellation du Ciel (Huangtian Shangdi 皇天上帝). Au fil du temps Shangdi/Ciel s'est enrichi d’une dimension de créateur inconnue jusqu'à la fin des Han, inspirée des mythes d’origine indienne ou taoïste comme Pangu ou les Trois Purs, comme le montre une adresse faite à Shangdi dans le Temple du Ciel par l’empereur Jiajing (嘉靖) (1521 - 1566) de la dynastie Ming.

## Textes chrétiens
L'existence dans la religion chinoise ancienne d'un Shangdi, « souverain suprême », ne manqua pas d'attirer l'attention des missionnaires chrétiens. Néanmoins, les catholiques choisirent Seigneur du Ciel (天主 tianzhu) comme appellation pour leur dieu. Ce sont les protestants actifs dans le sud de la Chine au XIXe siècle, dont James Legge, auteur d’une transcription couramment utilisée dans les pays anglo-saxons avant le pinyin, qui choisirent d'utiliser le mot Shangdi pour Dieu, notamment dans leurs traductions de la Bible en chinois. Les missionnaires du nord arrivés au début du XXe siècle préférèrent utiliser Shen (神), terme général similaire au dieu français. Shangdi est souvent utilisé pour désigner un dieu suprême de type abrahamique et le concept équivalent en philosophie.